# William Munroe
Pour les articles homonymes, voir Munroe.
William Munroe, né le 28 octobre 1742 et mort le 30 octobre 1827, est un soldat américain de la guerre d'indépendance des États-Unis.
Il est sergent de la milice de Lexington à la batailles de Lexington et Concord (sous les ordres de John Parker) et comme lieutenant à la bataille de Saratoga. Lors des batailles de Lexington et Concord, la taverne Munroe qu'il gère est occupée par les Britanniques de Hugh Percy.